# Die Flucht (Dokumentarfilm)

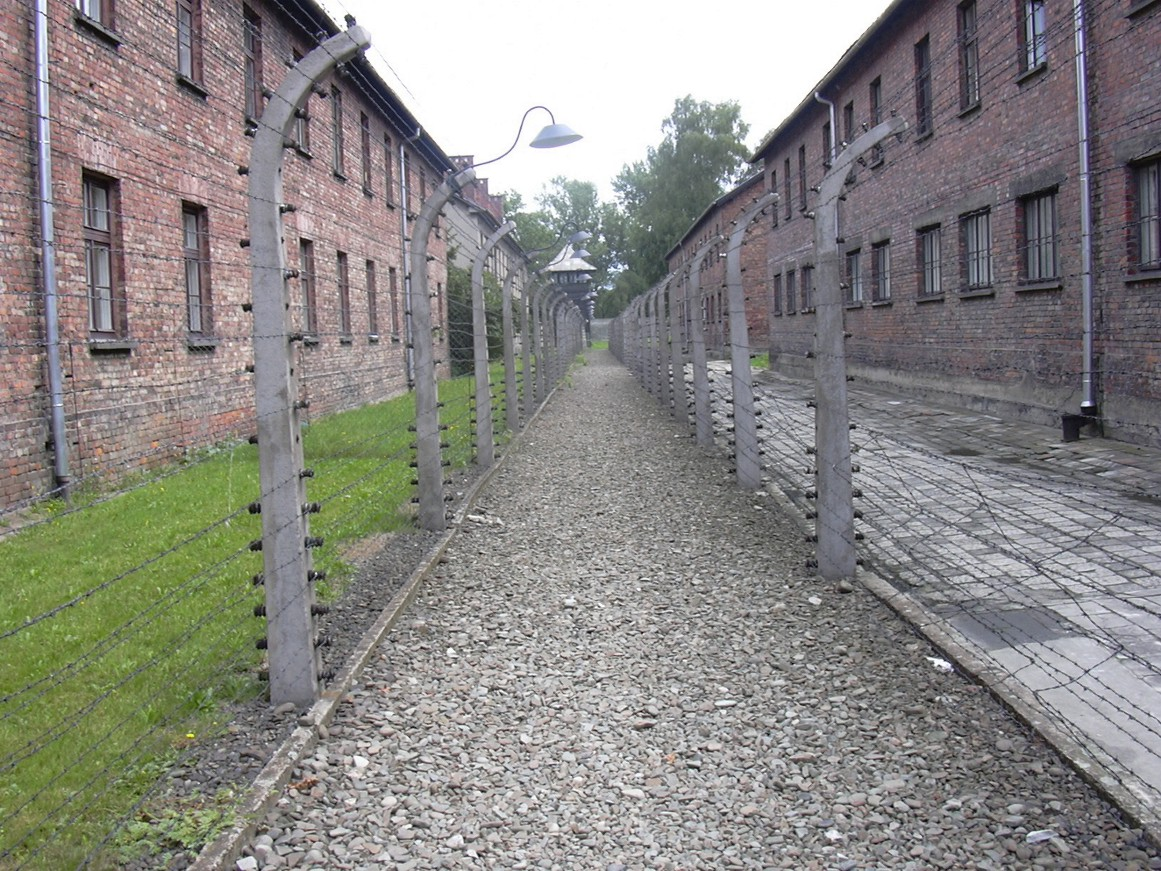
KZ Auschwitz I, Gebäude im Stammlager. Foto aus dem Jahr 2001

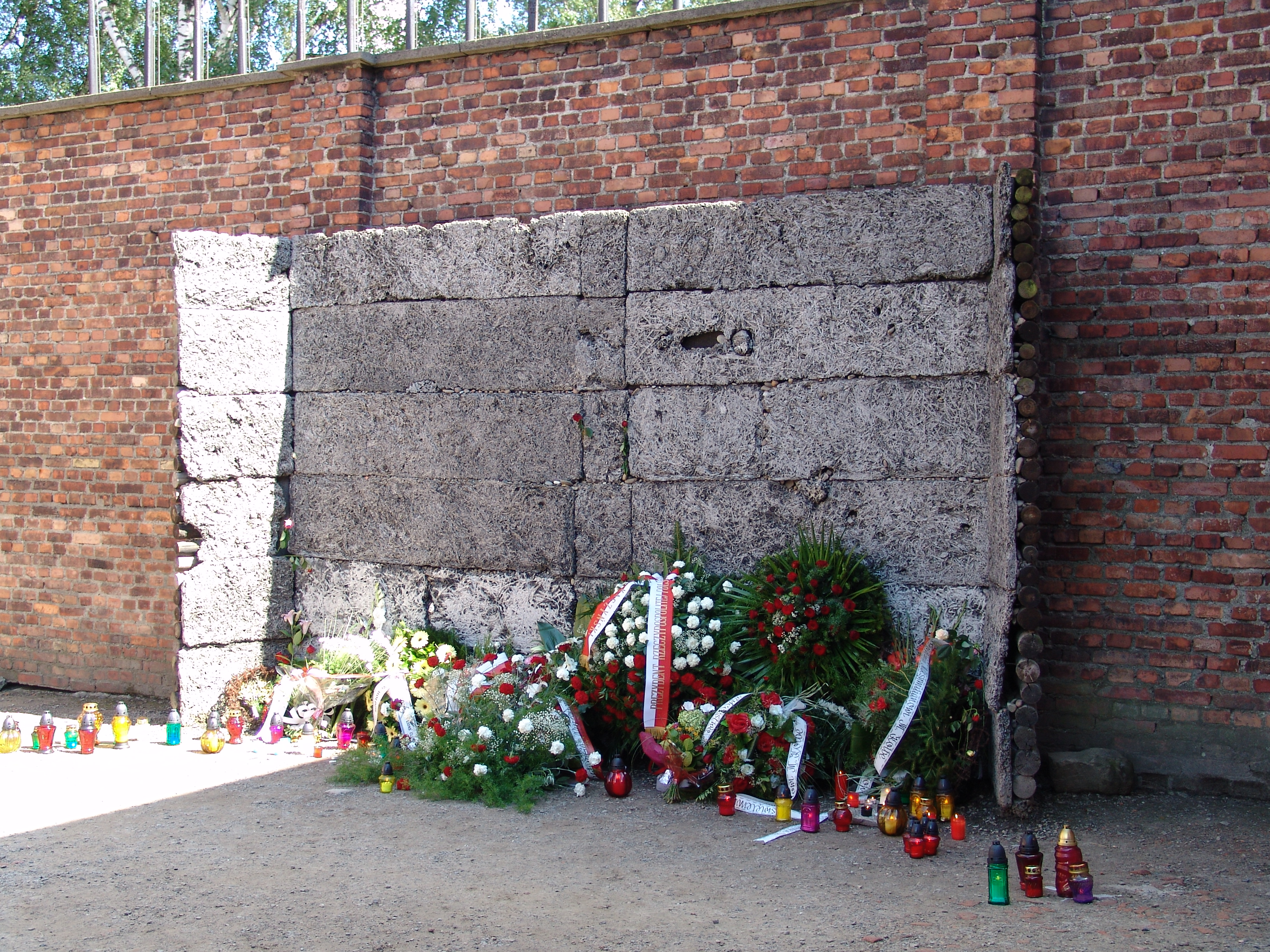
Die Todesmauer, heute Gedenkstelle

Der Dokumentarfilm Die Flucht (Polnischer Originaltitel: Uciekinier mit der wörtlichen Bedeutung Der Flüchtling) von Marek Tomasz Pawłowski (Regie und Buch) zeigt die Stationen einer gelungenen Flucht von vier Häftlingen aus dem Stammlager des KZ Auschwitz. Das KZ Auschwitz I (Stammlager) gehörte neben den beiden großen Lagern Vernichtungslager Auschwitz II–Birkenau und KZ Auschwitz III – Monowitz zu den Konzentrationslagern Auschwitz, die nahe Oświęcim (dt. Auschwitz) in Südpolen etwa 60 km westlich von Krakau errichtet worden waren. Die erfolgreiche Flucht gelang Kazimierz Piechowski, Stanisław Gustaw Jaster, Józef Lempart und Eugeniusz Bendera, die in vier gestohlenen SS-Uniformen mit gestohlenen Waffen und einem Dienstfahrzeug am Samstag, den 20. Juni 1942, aus dem Lager entkamen.
Mit der Bearbeitung von Archivbildern, Inszenierungen und Interviews am Ort des Völkermords schuf Pawłowski ein eigenständiges Dokument der Flucht und des Menschen Piechowski, der seine eigene Geschichte erzählt.

## Technische Angaben
Der Film hat in der polnischen Fassung eine Länge von 56 Minuten und in der deutschen Bearbeitung von Ingrid Terhorst eine Länge von 45 Minuten. In Deutschland wurde die Dokumentation 2009 beim WDR gezeigt. Es gibt auch unter dem Titel The Runaway eine Fassung mit englischen Untertiteln.

## Inhalte
Der Film verdeutlicht einige Kernbegriffe, die in der Schilderung vieler in Konzentrationslagern Gefangener eine wichtige Rolle spielen: Hunger, die Schüssel und die Mütze („Kappe ab“) jedes Gefangenen, die Nummer, die Todeswand und die Arten der Ermordung, die unvermittelt erfolgen konnten sowie der Appell oder der Begriff des extrem abgemagerten Muselmanns. Als Bestätigung werden immer wieder Aussagen auch anderer KZ-Häftlinge eingeblendet, die zu den wenigen Auschwitzüberlebenden gehören.
Einige der damals aktiven SS-Männer können anhand von zeitgenössischen Fotografien identifiziert werden, so beispielsweise die Unterführer Schall und Sauberzweig.
Die Entwicklung des Fluchtplans erfolgte aus den Hilfsmitteln, die im Lager für diese Häftlinge erreichbar waren: ein Auto, die SS-Bekleidungskammer im Hauptwirtschaftslager, eine Luke zum Kohlenkeller dieses Gebäudes und ein Rollwagen. Als Zeitpunkt kamen Samstage in Frage, weil nur bis zwölf Uhr gearbeitet wurde und dadurch genug Zeit zur Durchführung des Fluchtplans bei Tageslicht blieb. Für den Fall des Misserfolgs gab es bei den Widerständlern aus Rücksicht auf Mitgefangene und Familienangehörige die Absicht zur Selbsttötung.
Es werden die Stellen gezeigt, an denen die Flucht nicht scheiterte, aber hätte scheitern können: beim Ausmarsch aus dem engeren Lagerbereich schaute der Wachsoldat nicht in der Liste der Arbeitskommandos nach. Das unerwartete Erscheinen von SS-Männern vor dem Gebäude. Drei SS-Männer grüßen (vorschriftsmäßig) noch im Lager die vier Uniformierten in ihrem Wagen. Der Schlagbaum geht nach einem knappen Befehl des vermeintlichen Untersturmführers hoch.
Die erste Flucht in den Uniformen der SSler zeigte den anderen Gefangenen, dass ein Fluchtversuch aus dem streng bewachten KZ erfolgreich sein konnte.
Der Film geht auch auf die Zeit Piechowskis nach dem Kriegsende ein: nachts kommen bis heute oft schreckliche Träume. Der kommunistische Sicherheitsdienst schob Piechowski eine Pistole unter, um ihn als ehemaligen Soldaten der Heimatarmee zu zehn Jahren Haft zu verurteilen. Der Tod der anderen drei Flüchtlinge 1943, 1971 und 1980. Und der zufällige Reichtum in Gdańsk nach 1990.
Als Rahmenhandlung erzählt Piechowski, als der Hauptdarsteller, seine persönlichen Erlebnisse und deren Bewertung einem Jugendlichen in der Gegenwart.

## Hintergrund
Insgesamt versuchten ungefähr 700 Häftlinge die Flucht aus Auschwitz; sie gelang nach verschiedenen Angaben in etwa 150 bis 300 Fällen. Am 6. Juli 1940 gelang Tadeusz Wiejowski die erste Flucht in Begleitung von zwei Mitgliedern der polnischen Widerstandsbewegung, die als „zivile Arbeiter“ im Lager angestellt waren. Wiejowski überlebte den Krieg nicht.
Am 20. Juni 1942 gelang Kazimierz Piechowski, Stanisław Gustaw Jaster, Józef Lempart und Eugeniusz Bendera der extrem gewagte Fluchtversuch. Sie brachten SS-Uniformen und Waffen an sich und fuhren mit einem gestohlenen Fahrzeug aus dem Gelände weg. Einer der Flüchtlinge trug einen Bericht über Auschwitz mit sich, der für das Oberkommando der polnischen Heimatarmee geschrieben worden war.

## Auszeichnungen
- Krakowski Festiwal Filmowy 2007: Publikumspreis
- Zolotoy Vityaz, Moskau 2008: Regiepreis
- Am 1. Februar 2008 erhielt der Film die Bronzemedaille (Bronze World Medal) auf dem Festival der Fernsehproduktionen beim New York Festival.